# Katharina Gerhardt

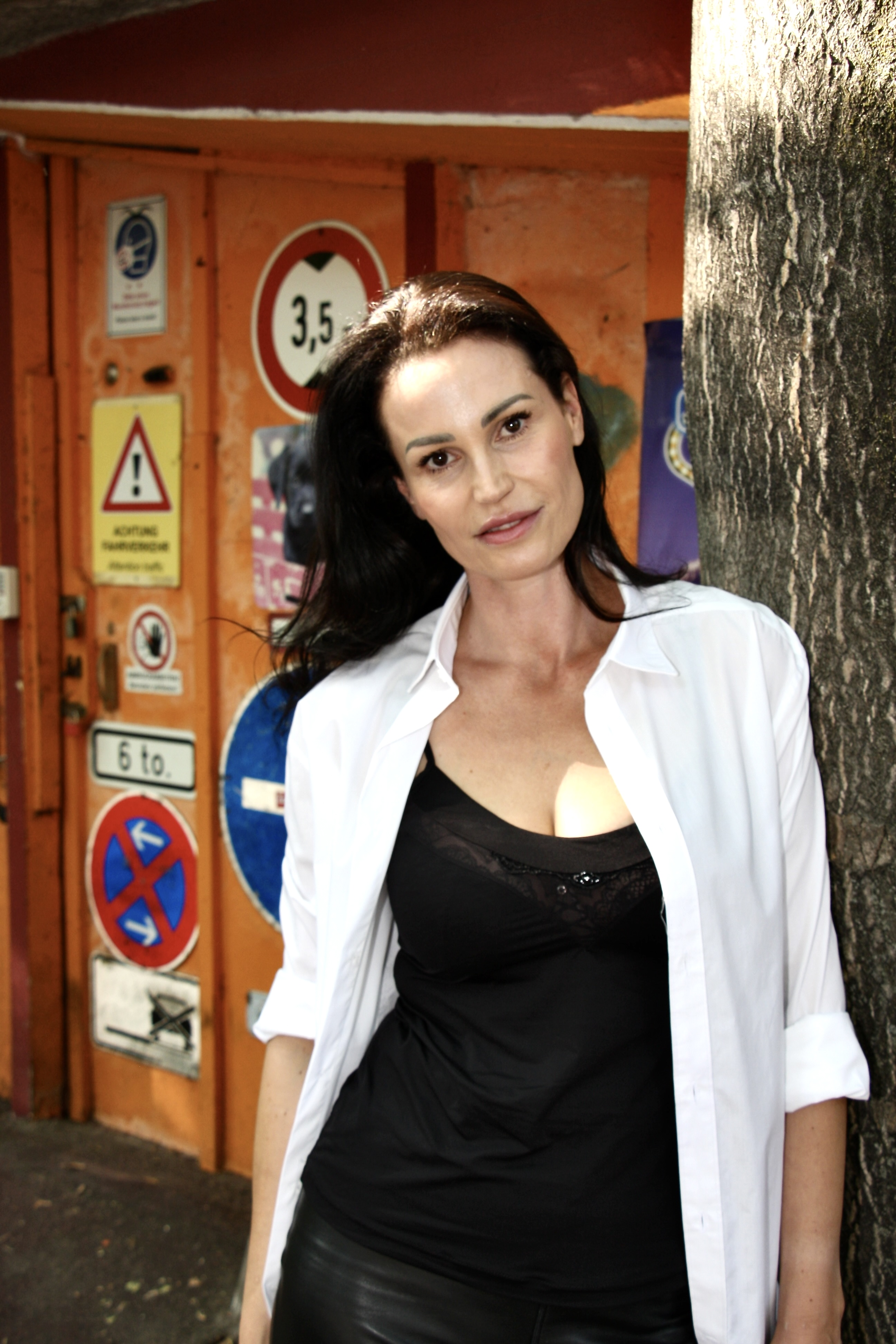
Katharina Gerhardt 2024, für die Zeitschrift Berlin - Menschen Kultur Fotografie

Katharina Elisabeth Gerhardt (* 13. November 1978 in Bonn als Katharina Elisabeth Beissel) ist eine deutsche Schauspielerin und ein Model.

## Leben
Gerhardt ist die Tochter des Dirigenten Heribert Beissel und der Psychologin Ingrid Beissel. Zunächst arbeitete sie als Model und nahm an Schönheitswettbewerben teil. 1999 wurde sie Vize-Miss Nordrhein-Westfalen, 2000 Miss Baden-Württemberg und 2003 Miss Filmfestspiele Berlin. Sie studierte zunächst Physik und Astronomie und begann dann eine Schauspielausbildung an der Fritz-Kirchhoff-Schauspielschule „Der Kreis“, die sie 2003 abschloss. Im selben Jahr heiratete sie den Komiker Tom Gerhardt, dessen Namen sie nach der Scheidung 2008 behielt. Ihrem Debüt in 7 Zwerge – Männer allein im Wald 2004 folgten weitere Rollen im Kino und in TV-Serien wie Hausmeister Krause, Tatort, Verbotene Liebe, Gute Zeiten, schlechte Zeiten oder Das Küstenrevier.
2022 war sie auf der Titelseite der Oktoberausgabe des deutschen Playboys und wirkte in einem Werbefilm für den Herrenduft Dior Sauvage mit.
2024 spielte sie unter der Regie von Florian Frerichs, neben Nikolai Kinski, in der gleichnamigen Kinoverfilmung des Romans Traumnovelle von Arthur Schnitzler, der vom Magazin Der Freitag zum Film der Woche gewählt wurde. Im TV-Drama Dreissig Jahre an der Peitsche von Rosa von Praunheim, war sie in der Rolle der Lady Odette zu sehen. In der Abschlussepisode Stubbe – Familie in Gefahr, dem Ende der über 30 Jahre gelaufenen Krimiserie Stubbe – Von Fall zu Fall, spielte sie Samira, eine der Hauptrollen.
Nebenher legt sie als DJane Platten auf.
Sie lebt in Berlin.